# Jimmy Montanero
Jimmy Gustavo Montanero Soledispa (Portoviejo, 24 agosto 1960) è un ex calciatore ecuadoriano, di ruolo difensore.

## Caratteristiche tecniche
Giocò come difensore laterale sinistro. Il suo punto di forza era il temperamento, sostenuto da una certa dose di agonismo.

## Carriera

### Club
Debuttò in prima squadra con il Barcelona di Guayaquil nel 1979. Durante la sua militanza nel club, che durò venti anni, divenne ben presto capitano e vinse sei titoli nazionali. Inoltre, a livello internazionale, raggiunse per due volte la finale di Copa Libertadores, nel 1990 e nel 1998. Per via della sua religione, fu soprannominato El Mormón.

### Nazionale
Debuttò in Nazionale il 15 marzo 1989. Fu convocato per la prima volta per una competizione ufficiale in occasione della Copa América 1989, e fu presente in una sola partita, quella contro il Cile, ove subentrò a Kléber Fajardo. Due anni dopo, per Cile 1991, il CT lo schierò titolare in tutti gli incontri, impiegandolo come terzino sinistro nella difesa a quattro. Analoga situazione si verificò durante Ecuador 1993, eccezion fatta per l'ultima partita, la finale per il terzo posto, dove venne sostituito da Iván Hurtado. La sua ultima presenza internazionale risale all'8 agosto 1993.

## Palmarès

### Club

#### Competizioni nazionali
- Campionato ecuadoriano: 6

Barcelona: 1985, 1987, 1989, 1991, 1995, 1997